# Привольненский сельский совет (Вольнянский район)
Привольненский сельский совет (укр. Привільненська сільська рада) — входит в состав
Вольнянского района Запорожской области Украины.
Административный центр сельского совета находится в селе Привольное.

## История
- 1981 — дата образования.

## Населённые пункты совета
- с. Привольное
- с. Богдановка
- с. Васильковское
- с. Терсянка